# Kroatiska fotbollsförbundet
Kroatiska fotbollsförbundet (kroatiska: Hrvatski nogometni savez, akronym HNS) är det organ som kontrollerar det organiserade fotbollsspelandet i Kroatien. Det bildades året 1912 och finns i Zagreb. Kroatiska fotbollsförbundet är anslutet till Fifa och Uefa. I december år 1998 valdes Vlatko Marković till ordförande för förbundet. Han valdes därefter om åren 2002, 2006 och 2010.
HNS har hand om tävlingsmatcherna i Kroatien, antingen direkt, från 3. HNL och neråt, eller indirekt genom proffsklubbarnas liga, som kontrollerar 1. HNL och 2. HNL, första- och andradivisionen i Kroatien, samt kroatiska cupen. Man har också hand om de kroatiska herr- och damlandslagen samt ungdomslandslagen. 2009 hade HNS 118 316 registrerade spelare (650 av dem proffs) och totalt 1 732 registrerade fotbolls- och futsalklubbar.

## Ordförande
Noterbart
- De tre första ordförandena, 1912–1919, var ordförande för kroatiska idrottsförbundets fotbollssektion 1919 bildades Jugoslaviens fotbollsförbund i Zagreb, vilket flyttades till Belgrad 1929. Trots att delförbund för olika städer fanns existerade ingen separat kroatisk fotbollsorganisation åren 1919-1939.
- 1939 skapades Banatet Kroatien som en jugoslavisk provins, och ett nytt förbund bildades med namnet "Redigerar Hrvatski nogometni savez". Ivo Kraljević var ordförande åren 1939-1941.
- Efter invasionen av Jugoslavien i april 1941 och skapandet av Oberoende staten Kroatien styrde förbundet över fotbollen i Oberoende staten Kroatien, som hade eget seriespel under andra världskriget. Förbundet var då också anslutet till FIFA och spelade landskamper.
- Efter år 1945 och skapandet av kommunistiska Jugoslavien blev förbundet ansvarigt för fotbollen i Socialistiska republiken Kroatien.
- Efter att Kroatien år 1991 utropat självständighet från den sydslaviska federationen Jugoslavien blev Kroatiska fotbollsförbundet ett nationellt förbund. Under år 1992 erkändes Kroatiens självständighet av det internationella samfundet. I juli 1992 anslöt Kroatiska fotbollsförbundet till FIFA och juni 1993 till UEFA.

Lista över ordförande 1912–1990
| - Milovan Zoričić (1912–1914) - Vladimir Očić (1914) - Milan Graf (1914–1919) - Ivo Kraljević (1939–1941) - Rudolf Hitrec (1941–1942) - Vatroslav Petek (1942–1944) - Rinaldo Čulić (1944–1945) - Mijo Hršak (1945–1947) | - Lazo Vračarić (1947–1950) - Boris Bakrač (1950–1953) - Vlado Ranogajec (1953–1957) - Mirko Oklobdžija (1957–1959) - Pero Splivalo (1959–1965) - Luka Bajakić (1965–1966) - Bruno Knežević (1966–1971) - Ivan Kolić (1971–1976) | - Vlado Bogatec (1976–1978) - Ljubo Španjol (1978–1981) - Željko Huber (1981–1982) - Dušan Veselinović (1982–1984) - Milivoj Ražov (1984–1985) - Adam Sušanj (1985–1986) - Antun Ćilić (1986–1988) - Paško Viđak (1988–1990) |

1990–
- Mladen Vedriš (september 1990 – juli 1994) [2]
- Damir Matovinović (8 juli 1994 – 10 mars 1995) [5]
- Đuro Brodarac (10 mars 1995 – 8 juni 1995) [5]
- Nadan Vidošević (8 juni 1995 – 17 augusti 1996) [5]
- Josip Šoić (17 augusti 1996 – 2 juni 1997) [5]
- Branko Mikša (2 juni 1997 – 5 oktober 1998) [5]
- Vlatko Marković (18 december 1998 – 5 juli 2012) [2]
- Davor Šuker (5 juli 2012 – ) [6]

## Tävling
Förbundet anordnar följande tävlingar:
Herrar
- 1. HNL (eller Prva HNL); Förstadivisionen
- 2. HNL (eller Druga HNL); Andradivisionen
- 3. HNL (eller Treća HNL); Tredjedivisionen
- Kroatiska cupen
- Kroatiska supercupen

Ungdomar
- 1. HNL-akademin; Förstadivision för ungdomsakademier, med två åldersklasser, U 19 (Juniori) och U 17 (Kadeti) sides

Damer
- 1. HNLŽ (eller Prva HNL za žene); förstadivisionen
- Kroatiska cupen för damer

## Landslag
Förbundet kontrollerar de också kroatiska landslagen.
Herrar
- Kroatiens herrlandslag i fotboll
- Kroatiens U21-herrlandslag i fotboll
- Kroatiens U19-herrlandslag i fotboll
- Kroatiens U17-pojklandslag i fotboll
- Kroatiens U15-pojklandslag i fotboll

Damer
- Kroatiens damlandslag i fotboll

Futsal
- Kroatiens herrlandslag i futsal

### Fotnoter
1. ↑  ”Goal Programme - Kroatiens fotbollsförbund 2006”. FIFA.com. 20 januari 2009. Arkiverad från originalet den 10 maj 2010. https://web.archive.org/web/20100510135114/http://www.fifa.com/associations/association=cro/goalprogramme/index.html. Läst 26 april 2010.
2. 1 2 3  ”Vlatko Marković novi je, šesti po redu predsjednik Hrvatskog nogometnog saveza” (på kroatiska). Hrvatska Radiotelevizija. 18 december 1998. Arkiverad från originalet den 1 september 2014. https://web.archive.org/web/20140901025341/http://www.hrt.hr/arhiv/98/12/18/SPO.html. Läst 6 juli 2010.
3. ↑  ”About the Croatian Football Federation - Facts and Figures”. Kroatiens fotbollsförbund. http://www.hns-cff.hr/?ln=en&w=o_hns. Läst 26 april 2010.
4. ↑  ”Preminuo Ivan Kolić” (på kroatiska). Croatian Football Federation. 24 juli 2007. http://www.hns-cff.hr/?ln=hr&w=vijesti&d=kuca_nogometa&p=21&id=64. Läst 17 maj 2011.
5. 1 2 3 4 5  Abramović, Zlatko (20 december 1998). ”Koliko će trajati Vlatko Marković?” (på kroatiska). Vjesnik. Arkiverad från originalet den 23 januari 2005. https://web.archive.org/web/20050123063058/http://www.vjesnik.com/html/1998/12/20/Gledista.htm. Läst 6 juli 2010.
6. ↑  ”FOTO Davor Šuker jednoglasno izabran za čelnika HNS-a: 'Trudit ću se dostići uspjehe Vlatka Markovića!'” (på kroatiska). jutarnji.hr. 5 juli 2012. Arkiverad från originalet den 20 december 2014. https://archive.today/20141220122950/http://www.jutarnji.hr/sukerovi-prioriteti-mora-pokazati-da-nije-nicija-marioneta-i-vratiti-dignitet-posrnulom-hnl-u/1039244/. Läst 6 maj 2021.